# (7739) Čech
(7739) Čech – planetoida z grupy pasa głównego asteroid okrążająca Słońce w ciągu 3 lat i 200 dni w średniej odległości 2,32 j.a. Została odkryta 14 lutego 1982 roku przez Ladislava Brožka. Przed nadaniem nazwy planetoida nosiła oznaczenie tymczasowe (7739) 1982 CE.